# Eulepidotis prismatica
Eulepidotis prismatica är en fjärilsart som beskrevs av Dyar 1914. Eulepidotis prismatica ingår i släktet Eulepidotis och familjen nattflyn. Inga underarter finns listade i Catalogue of Life.